# Michael Cserny
Michael Cserny (ur. 1924, zm. ?) – SS-Schütze, zbrodniarz hitlerowski, członek załogi obozu koncentracyjnego Mauthausen-Gusen.
Obywatel czechosłowacki narodowości niemieckiej. Członek Waffen-SS od 20 lutego 1943 roku. Pełnił służbę jako strażnik w podobozie Ebensee od listopada 1943. Cserny zastrzelił dwóch więźniów podczas próby ucieczki z obozu.
Został skazany w procesie załogi Mauthausen-Gusen (US vs. Johann Altfuldisch i inni) przez amerykański Trybunał Wojskowy w Dachau na dożywotnie pozbawienie wolności.